# Дворана Младости
Дворана Младости је вишенаменска спортска дворана на Трсату у Ријеци, Хрватска. Дворана је отворена 1973, а има капацитет од 2.960 седећих и 1.000 стајаћих места.
У склопу дворане се налази главна хала, две мање дворане за загревање, дворана за џудо, карате, дизање тегова и сала за билијар, ту су још 4 свлачионице, 2 фитнес центра, канцеларијски простор Ријека спорта и спортских удружења, прес центар, као и угоститељски садржаји и продајни простори.